# KOATUU
KOATUU (en ucraïnès:КОАТУУ, Класифікатор об’єктів адміністративно-територіального устрою України) és un sistema de classificació d'entitats territorials que forma part del sistema estadístic d'Ucraïna.
El codi comprèn 10 dìgitos, en els quals:
- XX00000000: determinen el óblast, o alguns casos especials com la república autònoma de Crimea i les ciutats de Kíev i Sebastopol.
- 00XXX00000: ciutats dependents de óblast, subdivisions de Crimea, raiones i districtes a les ciutats amb estatut especial.
- 00000XXX00: ciutats dependents d'un raión, assentaments urbans, consells de llogaret.
- 00000000XX: pobles